# Molle Islands National Park
Molle Islands National Park är en park i Australien. Den ligger i delstaten Queensland, omkring 900 kilometer nordväst om delstatshuvudstaden Brisbane. Den ligger på ön Long Island.
Trakten är glest befolkad. Närmaste större samhälle är Airlie Beach, omkring 18 kilometer nordväst om Molle Islands National Park.
Savannklimat råder i trakten. Genomsnittlig årsnederbörd är 1 584 millimeter. Den regnigaste månaden är februari, med i genomsnitt 422 mm nederbörd, och den torraste är oktober, med 17 mm nederbörd.